# Eryngium aloifolium
Eryngium aloifolium là một loài thực vật có hoa trong họ Hoa tán. Loài này được Mart. ex Urb. mô tả khoa học đầu tiên năm 1879.